# Lost River
Lost River é uma cidade localizada no estado americano de Idaho, no Condado de Custer.

## Demografia
Segundo o censo americano de 2000, a sua população era de 26 habitantes.

## Geografia
De acordo com o United States Census Bureau tem uma área de
22,6 km², dos quais 22,6 km² cobertos por terra e 0,0 km² cobertos por água.

## Localidades na vizinhança
O diagrama seguinte representa as localidades num raio de 56 km ao redor de Lost River.